# Leonard Whiting
Leonard John Whiting (ur. 30 czerwca 1950 w Londynie) – brytyjski aktor i piosenkarz. Za rolę Romea w dramacie kostiumowym Franco Zeffirelliego Romeo i Julia (1968) został uhonorowany nagrodą Złotego Globu jako najbardziej obiecujący debiutant.

## Życiorys
Urodził się i wychował w północnym Londynie, w dzielnicy Wood Green jako syn Peggy Joyce (z domu O’Sullivan) i Arthura Leonarda Whitinga. Jego ojciec prowadził sklep, w którym wytwarzano materiały wystawowe, a matka pracowała w fabryce instrumentów telefonicznych. Dorastał z dwiema młodszymi siostrami, Lindą i Anne. Występował szkolnych przedstawieniach w lokalnym kościele i szkole podstawowej, St. Josephs RC Highgate. Uczęszczał do szkoły w St. Richard of Chichester w Camden. 
Mając 12 lat, nagrywał płytę z zespołem popowym i został dostrzeżony przez agenta, który zasugerował, by spróbował zagrać w londyńskim musicalu Oliver!, gdzie Whiting w latach 1965–1966 przez 18 miesięcy grał z Artful Dodger, a przez 13 miesięcy występował w produkcji Miłość do miłości Williama Congreve’a w Royal National Theatre, która objeżdżała Moskwę i Berlin.
W wieku 16 lat został wybrany spośród 300 młodych ludzi do roli Romea w filmowej wersji Romea i Julii Zeffirellego (1968), u boku 15–letniej Olivii Hussey, Julii. Za swój występ zostali uhonorowani David di Donatello. W 2023, 55 lat po premierze, Whiting i Hussey pozwali producenta — firmę Paramount Pictures — za nagą scenę, którą nakręcili, gdy byli nieletni, żądając 500 mln dol. zadośćuczynienia.
W 1969 Luigi Comencini obsadził go w roli Giacomo Casanovy w Giacomo Casanova: Dzieciństwo, powołanie i pierwsze przeżycia (Giacomo Casanova: Childhood and Adolescence). Wystąpił też jako młody Martin w dramacie historycznym Królewskie polowanie na słońce (The Royal Hunt of the Sun, 1969) na podstawie sztuki Petera Shaffera z Robertem Shawem i komediodramacie romantycznym Say Hello to Yesterday (1971) z Jean Simmons. W serialu animowanym ITV Klejnot snów (The Dreamstone, 1990–1994) użyczył głosu Urpgorowi.